# 市川南 (映画プロデューサー)
市川 南（いちかわ みなみ、男性、1966年（昭和41年）7月22日 - ）は、日本の実業家、映画プロデューサー。東宝取締役専務執行役員・エンタテインメントユニット映画本部長、TOHOシネマズ取締役会長、TOHOマーケティング取締役会長、東宝東和取締役、東宝芸能取締役、ビーエスフジ取締役。

## 経歴
東京都出身。父は映画プロデューサーの市川喜一。母は女優の関千恵子。東宝「シンデレラ」オーディション審査員。
1989年に学習院大学文学部卒業、同年4月に東宝入社。宣伝部で『千と千尋の神隠し』などを担当した。2001年より映画調整部に異動し、配給作品の編成および自社製作作品のプロデュースを担当した。代表的な作品には『世界の中心で、愛をさけぶ』『いま、会いにゆきます』など。2006年4月より映画調整部長を担当。2011年に取締役。2012年に東宝傘下の東宝映画社長に就任した。2021年5月取締役常務執行役員、2022年5月取締役専務執行役員に就任。
2004年に『世界の中心で、愛をさけぶ』の製作で第24回藤本賞、2005年にエランドール賞プロデューサー賞：児井・田中賞、2013年に『永遠の0』の製作で第33回藤本賞を受賞している。

## 作品リスト

### プロデューサー
- 模倣犯（2002年）アソシエイトプロデューサー
- 竜馬の妻とその夫と愛人（2002年）
- 阿修羅のごとく（2003年）
- 世界の中心で、愛をさけぶ（2004年）
- いま、会いにゆきます（2004年）
- 笑の大学（2004年）
- ローレライ（2005年）
- 春の雪（2005年）
- THE 有頂天ホテル（2006年）
- 県庁の星（2006年）
- 愛の流刑地（2007年）
- 椿三十郎（2007年）
- 十三人の刺客（2010年）

### エグゼクティブプロデューサー
- 電車男（2005年）
- サイレン 〜FORBIDDEN SIREN〜（2006年）
- ラフ ROUGH（2006年）
- 7月24日通りのクリスマス（2006年）
- アンフェア the movie（2007年）兼企画
- 眉山（2007年）
- そのときは彼によろしく（2007年）
- Life 天国で君に逢えたら（2007年）
- クローズド・ノート（2007年）
- スマイル 聖夜の奇跡（2007年）
- 陰日向に咲く（2008年）
- 隠し砦の三悪人 THE LAST PRINCESS（2008年）
- デトロイト・メタル・シティ（2008年）
- ホームレス中学生（2008年）
- ハゲタカ（2009年）
- 真夏のオリオン（2009年）
- ゼロの焦点（2009年）
- ゴールデンスランバー（2010年）
- 劇場版TRICK 霊能力者バトルロイヤル（2010年）
- 告白（2010年）
- 悪人（2010年）
- SPACE BATTLESHIP ヤマト（2010年）
- 岳-ガク-（2011年）
- 神様のカルテ（2011年）
- エイトレンジャー2（2014年）

### 企画
- マリと子犬の物語（2007年）
- チーム・バチスタの栄光（2008年）
- ザ・マジックアワー（2008年）
- ジェネラル・ルージュの凱旋（2009年）
- ウルルの森の物語（2009年）
- 食堂かたつむり（2010年）
- プリンセス トヨトミ（2011年）
- ステキな金縛り（2011年）
- ロック 〜わんこの島〜（2011年）
- ロボジー（2012年）
- 終の信託（2012年）

### 製作
- あしたのジョー（2011年）
- 星守る犬（2011年）
- アンダルシア 女神の報復（2011年）
- アンフェア the answer（2011年）
- モテキ（2011年）
- DOG×POLICE 純白の絆（2011年）
- カイジ2〜人生奪回ゲーム〜（2011年）
- 映画 怪物くん（2011年）
- 源氏物語 千年の謎（2011年）
- friends もののけ島のナキ（2011年）
- ALWAYS 三丁目の夕日'64（2012年）
- 日本列島 いきものたちの物語（2012年）
- 逆転裁判（2012年）
- ライアーゲーム -再生-（2012年）
- 僕等がいた 前篇・後篇（2012年）
- テルマエ・ロマエ（2012年）
- ガール（2012年）
- 宇宙兄弟（2012年）
- 映画 ホタルノヒカリ（2012年）
- BRAVE HEARTS 海猿（2012年）
- おおかみこどもの雨と雪（2012年）
- アナザー Another（2012年）
- あなたへ（2012年）
- ツナグ（2012年）
- 悪の教典（2012年）
- 任侠ヘルパー（2012年）
- 綱引いちゃった!（2012年）
- 今日、恋をはじめます（2012年）
- 映画 妖怪人間ベム（2012年）
- 劇場版 HUNTER×HUNTER 緋色の幻影（2013年）
- ストロベリーナイト（2013年）
- 脳男（2013年）
- プラチナデータ（2013年）
- だいじょうぶ3組（2013年）
- 県庁おもてなし課（2013年）
- 奇跡のリンゴ（2013年）
- 映画 謎解きはディナーのあとで（2013年）
- 少年H（2013年）
- ガッチャマン（2013年）
- 謝罪の王様（2013年）
- 陽だまりの彼女（2013年）
- 潔く柔く（2013年）
- 清須会議（2013年）
- カノジョは嘘を愛しすぎてる（2013年）
- 永遠の0（2013年）
- 劇場版 HUNTER×HUNTER -The LAST MISSION-（2013年）
- トリック劇場版 ラストステージ（2014年）
- 土竜の唄 潜入捜査官REIJI（2014年）
- 神様のカルテ2（2014年）
- チーム・バチスタFINAL ケルベロスの肖像（2014年）
- テルマエ・ロマエII（2014年）
- 悪夢ちゃん The 夢ovie（2014年）
- WOOD JOB! 〜神去なあなあ日常〜（2014年）
- 青天の霹靂（2014年）
- 万能鑑定士Q -モナ・リザの瞳-（2014年）
- 春を背負って（2014年）
- 舞妓はレディ（2014年）
- クローバー（2014年）
- 蜩ノ記（2014年）
- 神さまの言うとおり（2014年）
- MIRACLE デビクロくんの恋と魔法（2014年）
- 寄生獣（2014年）
- アオハライド（2014年）
- バンクーバーの朝日（2014年）
- 映画 ST 赤と白の捜査ファイル（2015年）
- ジョーカー・ゲーム（2015年）
- ストロボ・エッジ（2015年）
- 風に立つライオン（2015年）
- 暗殺教室（2015年）
- 寄生獣 完結編（2015年）
- 脳内ポイズンベリー（2015年）
- イニシエーション・ラブ（2015年）
- バケモノの子（2015年）
- HERO（2015年）
- 進撃の巨人 ATTACK ON TITAN（2015年）
- アンフェア the end（2015年）
- 進撃の巨人 ATTACK ON TITAN エンド オブ ザ ワールド（2015年）
- バクマン。（2015年[11]）
- ギャラクシー街道（2015年）
- 杉原千畝 スギハラチウネ（2015年）
- orange（2015年）
- 信長協奏曲（2016年）
- ちはやふる 上の句（2016年）
- 暗殺教室〜卒業編〜（2016年）
- アイアムアヒーロー（2016年）
- ちはやふる 下の句（2016年）
- 世界から猫が消えたなら（2016年）
- 高台家の人々（2016年）
- TOO YOUNG TO DIE! 若くして死ぬ（2016年）
- シン・ゴジラ（2016年）[3]
- ルドルフとイッパイアッテナ（2016年）
- 青空エール（2016年）
- 君の名は。（2016年）
- 後妻業の女（2016年）
- 四月は君の嘘（2016年）
- 怒り（2016年）
- グッドモーニングショー (2016年)
- 何者（2016年）
- ボクの妻と結婚してください。（2016年）
- 海賊とよばれた男（2016年）
- ぼくは明日、昨日のきみとデートする（2016年）
- 土竜の唄 香港狂騒曲（2016年）
- 恋妻家宮本（2017年）
- 本能寺ホテル（2017年）
- ひるなかの流星（2017年）
- サバイバルファミリー（2017年）
- 帝一の國（2017年）
- 追憶（2017年）
- 昼顔（2017年）
- メアリと魔女の花（2017年）
- 君の膵臓をたべたい（2017年）
- ジョジョの奇妙な冒険 ダイヤモンドは砕けない 第一章（2017年）
- 打ち上げ花火、下から見るか? 横から見るか?（2017年）
- 関ヶ原（2017年）
- 奥田民生になりたいボーイと出会う男すべて狂わせるガール（2017年）
- 亜人（2017年）
- ナラタージュ（2017年）
- ミックス。（2017年）
- ラストレシピ〜麒麟の舌の記憶〜（2017年）
- 火花（2017年）
- DESTINY 鎌倉ものがたり（2017年）
- 未成年だけどコドモじゃない（2017年）
- 嘘を愛する女（2018年）
- ちはやふる 結び（2018年）
- いぬやしき（2018年）
- となりの怪物くん（2018年）
- ラプラスの魔女（2018年）
- のみとり侍（2018年）
- 恋は雨上がりのように（2018年）
- OVER DRIVE（2018年）
- コード・ブルー -ドクターヘリ緊急救命-（2018年）
- センセイ君主（2018年）
- 検察側の罪人（2018年）
- フォルトゥナの瞳（2019年）
- 君は月夜に光り輝く（2019年）
- コンフィデンスマンJP -ロマンス編- （2019年）
- アルキメデスの大戦（2019年）
- 天気の子（2019年）
- コンフィデンスマンJP -プリンセス編-（2020年）
- 思い、思われ、ふり、ふられ（2020年）
- 思い、思われ、ふり、ふられ（アニメ映画）（2020年）
- 浅田家!（2020年）
- 新解釈・三國志（2020年）
- 約束のネバーランド（2020年）
- 劇場版ポケットモンスター ココ（2020年）
- ブレイブ 群青戦記 （2021年）
- 奥様は、取り扱い注意（2021年）
- 劇場版シグナル 長期未解決事件捜査班（2021年）
- 100日間生きたワニ（2021年）
- 燃えよ剣（2021年）
- シン・ウルトラマン（2022年）
- 七人の秘書 THE MOVIE（2022年）
- Dr.コトー診療所（2022年）
- ブラックナイトパレード（2022年）
- 映画 イチケイのカラス（2023年）
- 湯道（2023年）
- わたしのしあわせな結婚（2023年）
- 映画刀剣乱舞 -黎明-（2023年）
- 怪物（2023年）
- キングダム 運命の炎（2023年）
- ミステリと言う勿れ（2023年）
- アナログ（2023年）
- ゆとりですがなにか インターナショナル（2023年）
- ゴジラ-1.0（2023年）
- ゴールデンカムイ（2023年）
- 劇場版 君と世界が終わる日に FINAL（2023年）
- 変な家（2024年）
- 四月になれば彼女は（2024年）
- ディア・ファミリー（2024年）
- 映画 おいハンサム!!（2024年）
- キングダム 大将軍の帰還（2024年）
- もしも徳川家康が総理大臣になったら（2024年）
- スオミの話をしよう（2024年）
- あの人が消えた（2024年）
- ふれる。（2024年）
- 室井慎次 敗れざる者（2024年）
- 劇場版 ACMA:GAME 最後の鍵（2024年）
- 室井慎次 生き続ける者（2024年）
- 六人の嘘つきな大学生（2024年）
- 劇場版ドクターX FINAL（2024年）
- ふしぎ駄菓子屋 銭天堂（2024年）
- 聖☆おにいさん THE MOVIE〜ホーリーメンVS悪魔軍団〜（2024年）
- アンダーニンジャ（2025年）
- ファーストキス 1ST KISS（2025年）
- お嬢と番犬くん（2025年）
- 国宝（2025年）
- ドールハウス（2025年）
- 8番出口（2025年）

### 製作指揮
- 真夏のオリオン（2009年）
- エイトレンジャー（2012年）

### 共同製作
- 劇場版 ATARU THE FIRST LOVE & THE LAST KILL（2013年）
- SCOOP!（2016年）
- すずめの戸締まり（2022年）
- きみの色（2024年）